# Tegenaria africana
Tegenaria africana är en spindelart som beskrevs av Lucas 1846. Tegenaria africana ingår i släktet husspindlar, och familjen trattspindlar.
Artens utbredningsområde är Algeriet. Inga underarter finns listade i Catalogue of Life.